# Provincia de Gitega
La Provincia de Guitega es una de las diecisiete provincias de Burundi. Cubre un área de 1979 km² y alberga una población de 675.000 personas. La capital es Guitega.

## Comunas con población en agosto de 2008
- Bugendana 108,387
- Bukirasazi 32,714
- Buraza 47,485
- Giheta 73,017
- Gishubi 55,927
- Guitega 155,005
- Itaba 51,139
- Makebuko 59,456
- Mutaho 65,354
- Nyarusange 40,904
- Ryansoro 35,835